# Абакумы (Лоевский район)
Абакумы (бел. Абакумы) — деревня в Лоевском районе Гомельской области Беларуси. В составе Карповского сельсовета.
Рядом памятники природы местного значения — дубравы Свираж и Вербуж.

## География

### Расположение
В 7 км на северо-восток от Лоева, 55 км от железнодорожной станции Речица (на линии Гомель — Калинковичи), 78 км от Гомеля.

## Транспортная сеть
Транспортные связи: паромная переправа Абакумы-Лоев, автомобилем по асфальтированной автомобильной дороге Абакумы — Шарпиловка — Чкалово, выезд на гомельскую объездную автодорогу М-10. Планировка состоит из дугообразной улицы, ориентированной с юго-запада на северо-восток. Застройка двусторонняя, деревянная, усадебного типа.

## История
Обнаруженный археологами курганный могильник (23 насыпи, в 0,7 км на запад от деревни, в урочище Кордон) свидетельствует о заселении этих мест с эпохи неолита. Согласно письменным источникам известна с XVIII века как деревня в Белицком уезде Могилёвской губернии. В 1816 году в Хоминской экономии Гомельского поместья графа П. А. Румянцева-Задунайского. По переписи 1897 года действовал хлебозапасный магазин. В 1909 году 590 десятин земли в Дятловичской волости Гомельского уезда.
В 1926 году работали почтовый пункт, школа. С 8 декабря 1926 года до 30 декабря 1927 года центр Абакумовского сельсовета Дятловского района Гомельского округа. В 1930 году организован колхоз «Победа», работала кузница. 
Во время Великой Отечественной войны оккупанты создали в деревне гарнизон, разгромлённый партизанами. В октябре 1943 года каратели сожгли 71 двор. Согласно переписи 1959 года в составе совхоза «Карповка» (центр — деревня Карповка). 
Располагались Первомайское лесничество, клуб, библиотека, фельдшерско-акушерский пункт.

## Население

### Численность
- 1999 год — 93 хозяйства, 148 жителей.

### Динамика
- 1788 год — 154 жителя.
- 1798 год — 172 жителя.
- 1816 год — 41 двор, 183 жителя.
- 1897 год — 60 дворов, 374 жителя (согласно переписи).
- 1909 год — 69 дворов, 443 жителя.
- 1926 год — 136 дворов, 709 жителей.
- 1959 год — 653 жителя (согласно переписи).
- 1999 год — 93 хозяйства, 148 жителей.

## Достопримечательность
- Около деревни находятся поселение и курганный могильник эпохи неолита, бронзы и X — начала XIII века[1].
- Рядом расположены памятники природы местного значения — дубравы Свираж и Вербуж.